# Catedrala Pogorârea Sfântului Duh din Cernăuți
Catedrala „Pogorârea Sfântului Duh” din Cernăuți (în ucraineană Свято-Духівський кафедральний собор, transliterat: Sveato-Duhivskîi kafedralnîi sobor) este un lăcaș de cult construit în perioada 1844–1864 din Fondul Bisericesc al Bucovinei drept catedrală a Episcopiei Bucovinei (ridicată în 1873 de împăratul Franz Joseph al Austriei la rangul de Mitropolie a Bucovinei).
Lăcașul a fost sfințit la 4 iulie 1864 de episcopul Eugenie Hacman (mitropolit din 1873). Pe frontispiciul clădirii a fost așezată inscripția în limba română: „Unul în trei ipostasuri Dumnezeu”. 
Din 1924 până în 1935 arhiepiscop de Cernăuți și mitropolit al Bucovinei a fost Nectarie Cotlarciuc, care a avut ca episcopie sufragană (subordonată) Episcopia Hotinului. 
După Ocuparea Bucovinei de Nord de Uniunea Sovietică în 1940, Catedrala din Cernăuți a fost profanată și închisă. În timpul URSS-ului edificiul a fost folosit ca sală a casei de cultură.

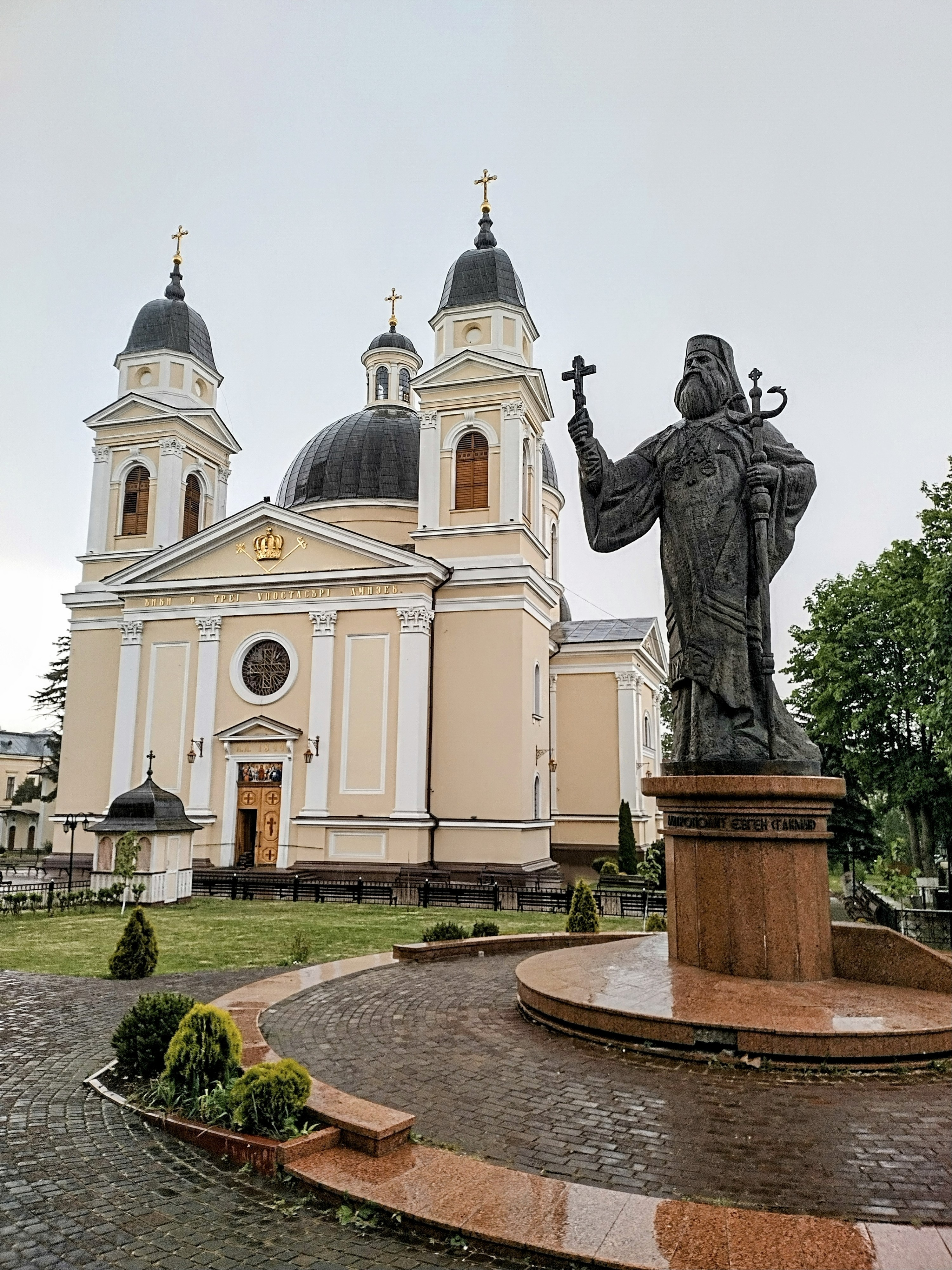
Statuia Mitropolitului Eugenie Hacman la Catedrala Pogorârea Sfântului Duh din Cernăuți

Pe 17 iunie 2025 circa 20 de persoane au intrat intrat în biserică și au desfășurat o acțiune violentă, scoțând afară preoții și enoriașii Bisericii Ortodoxe Ucrainene. Poliția a înconjurat zona și nu a mai permis credincioșilor acestei biserici să mai intre în lăcaș. Concomitent mitropolitul Bisericii Ortodoxe a Ucrainei, Feognost Bodoriak, a făcut o declarație prin care a comunicat că în catedrală a fost săvârșită prima slujbă în limba ucraineană, iar primarul orașului Cernăuți a spus că este o zi istorică pentru Ucraina. Comunitatea românească din regiunea Cernăuți a deplâns acțiunea de evacuare a preoților și credincioșilor din biserică, precum și intervenția poliției. A doua zi credincioșii de limba română au reintrat în posesia lăcașului.

## Galerie

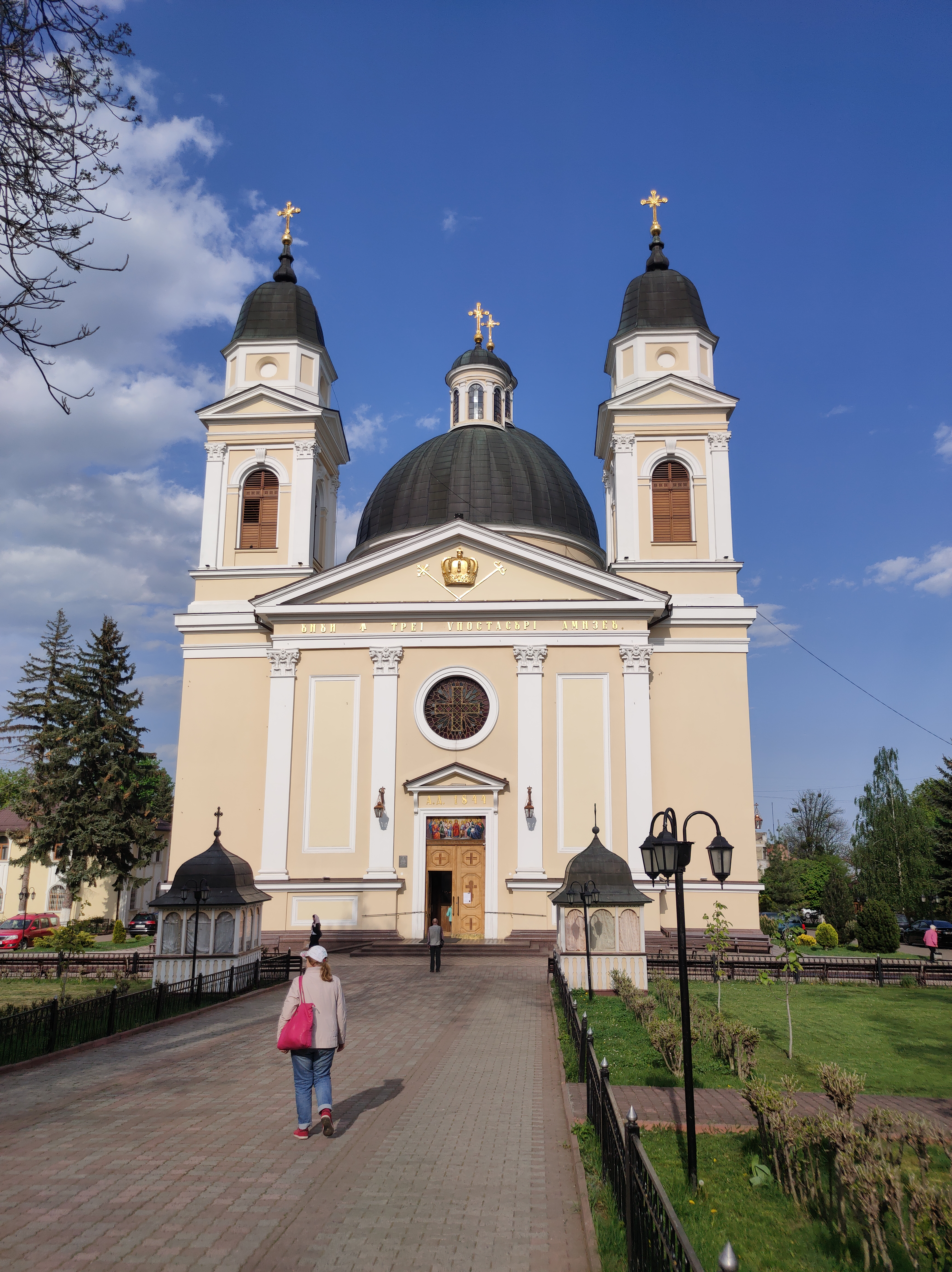
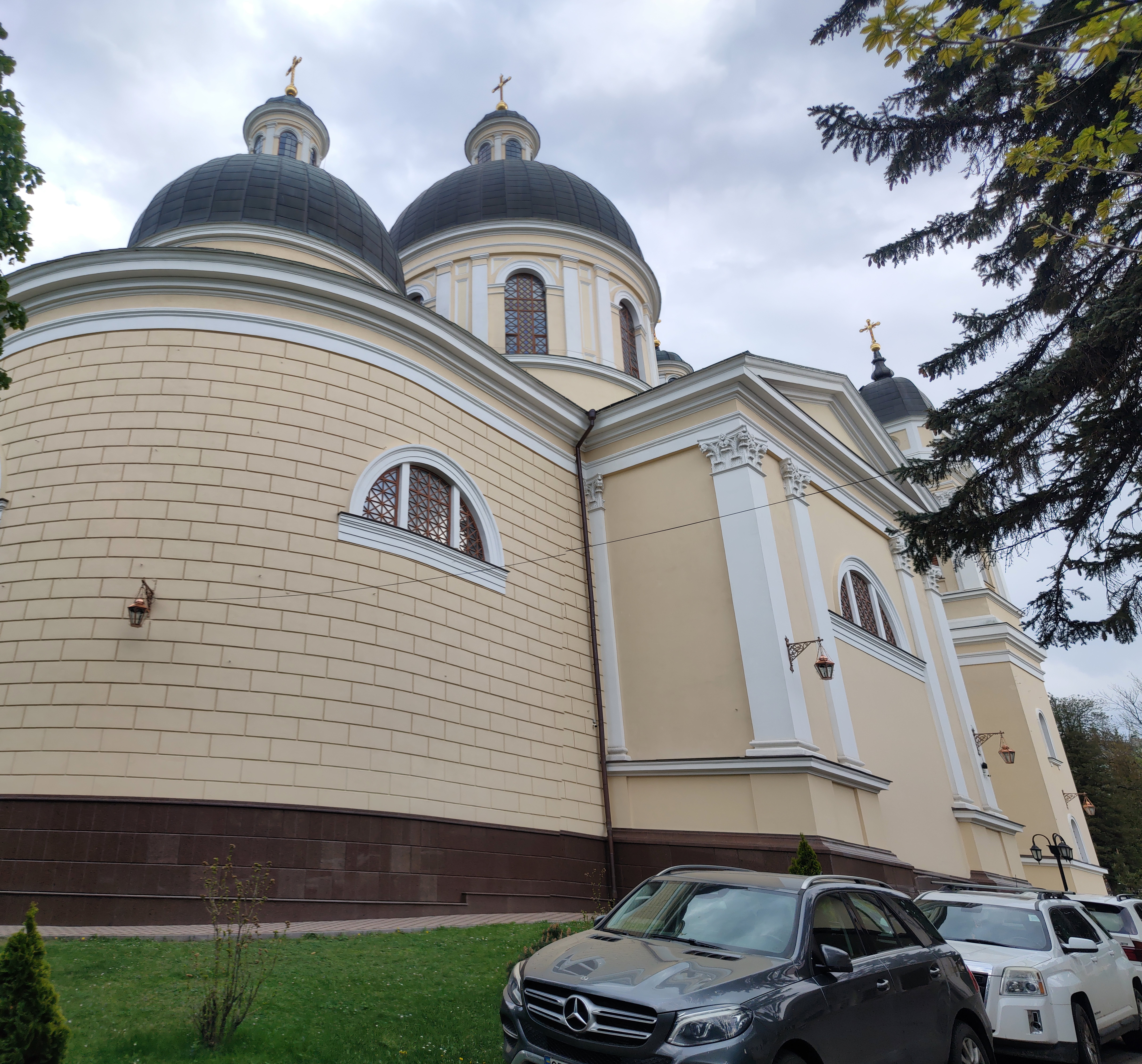
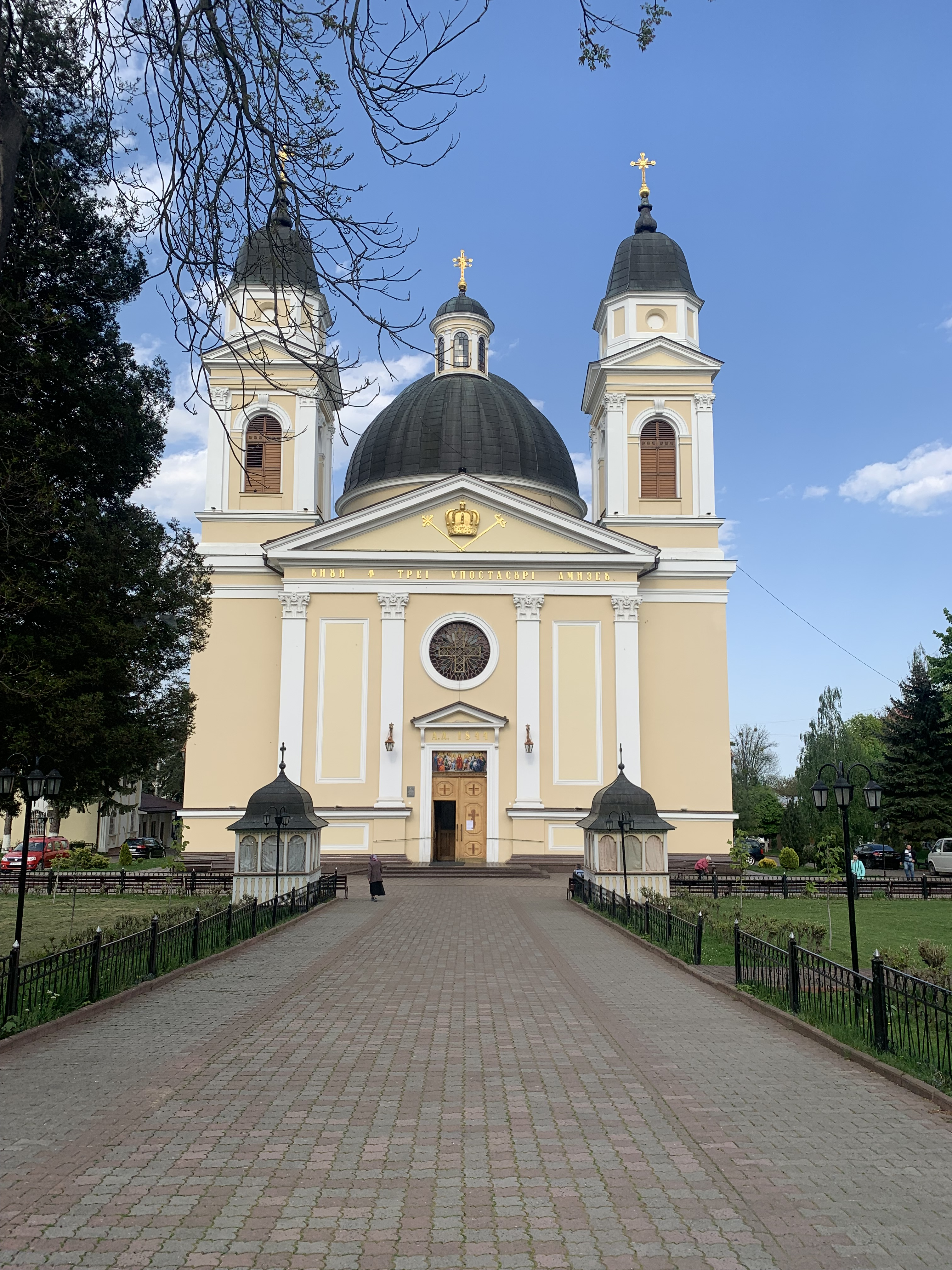
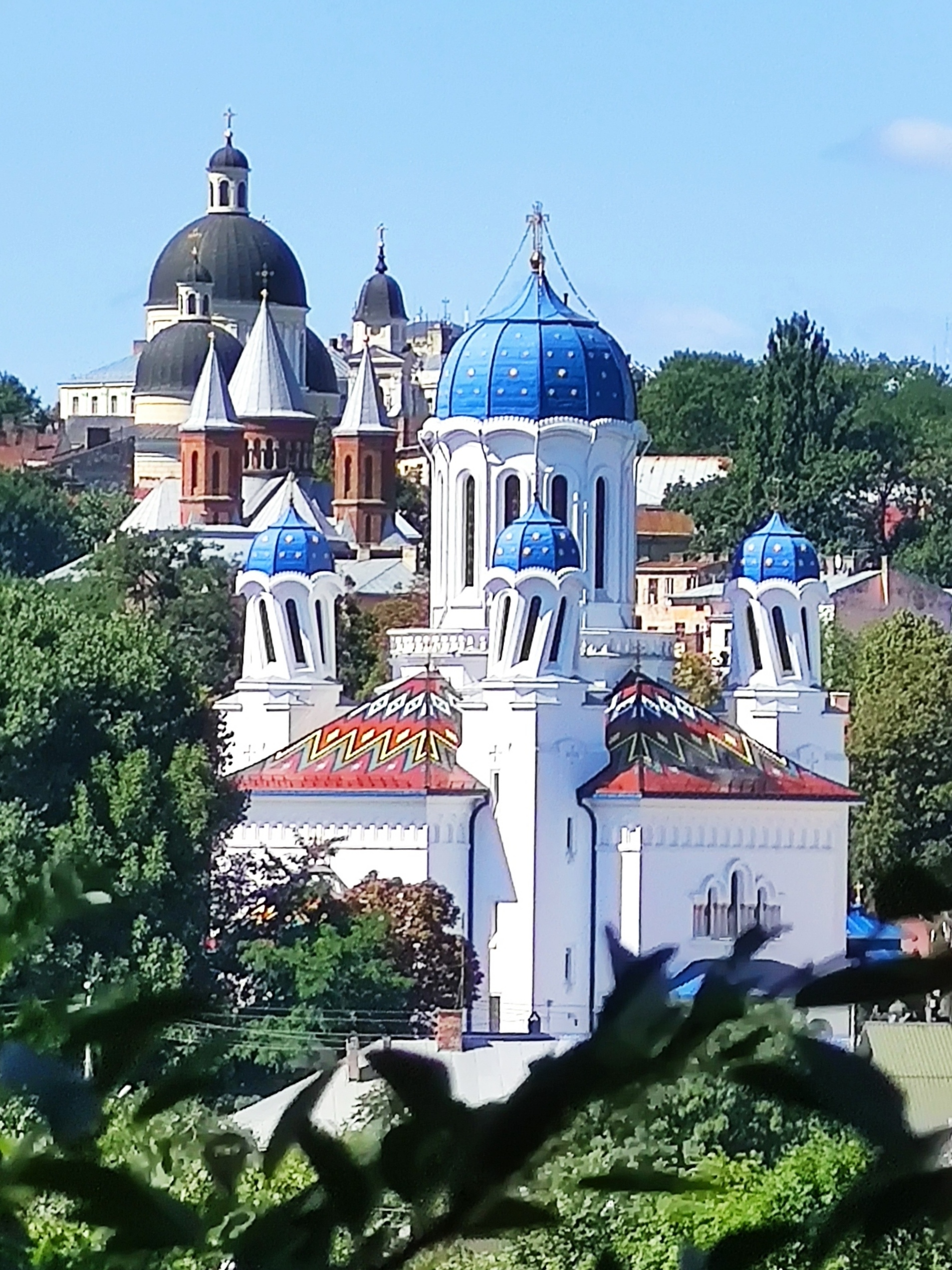
În prim plan e Biserica Sfântul Nicolae din Cernăuți, iar în fundal sunt Biserica Armenească și Catedrala Mitropolitană
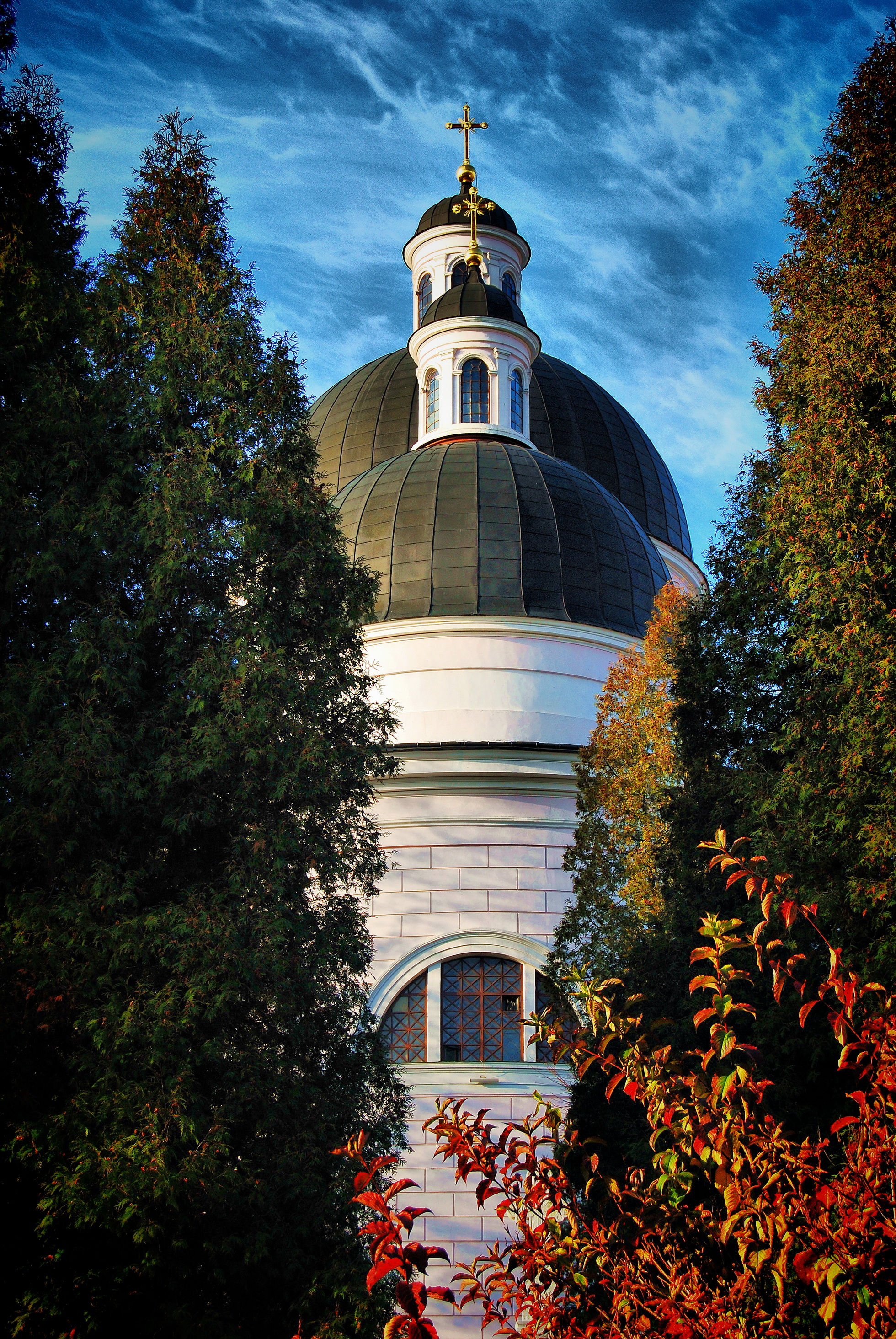
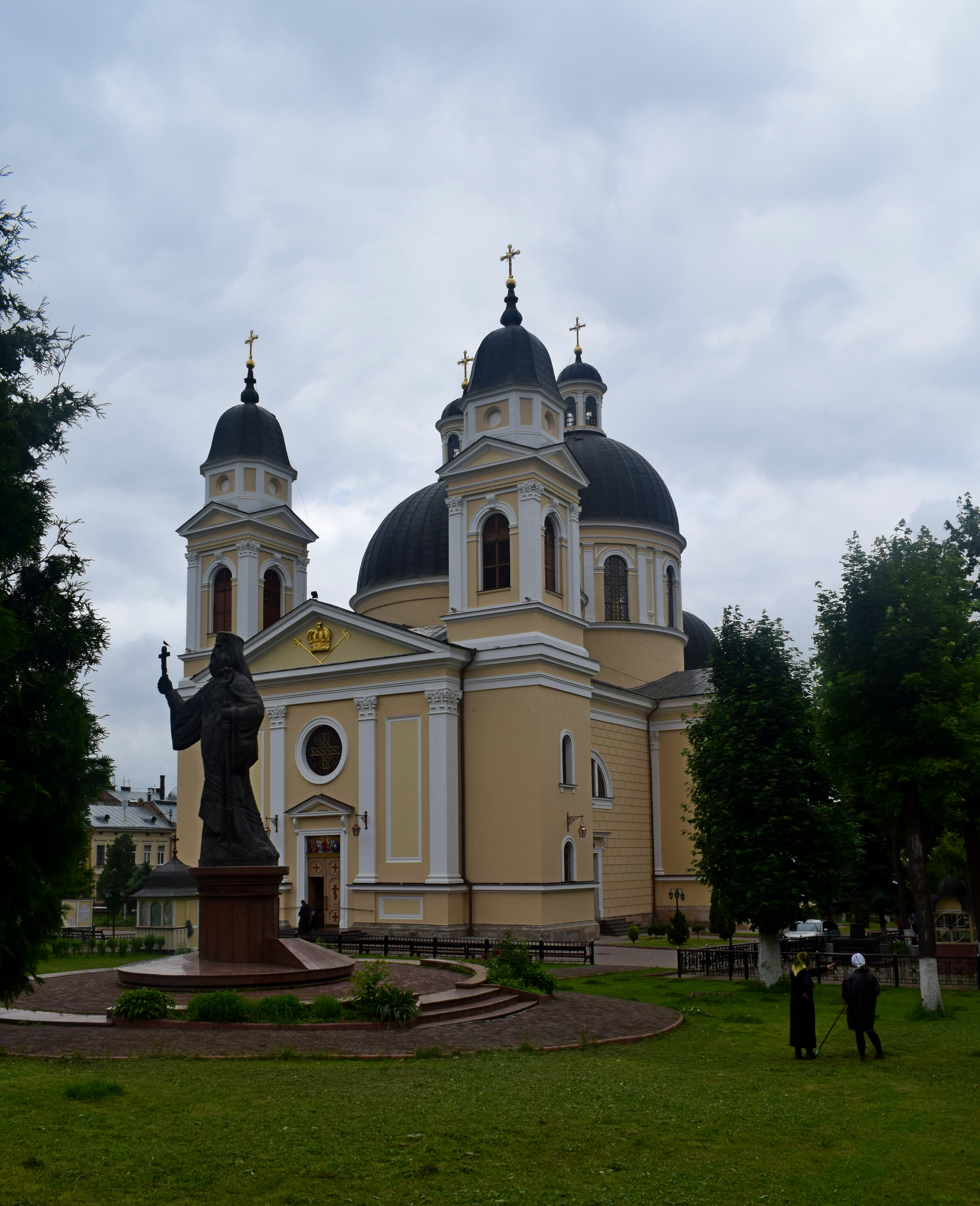
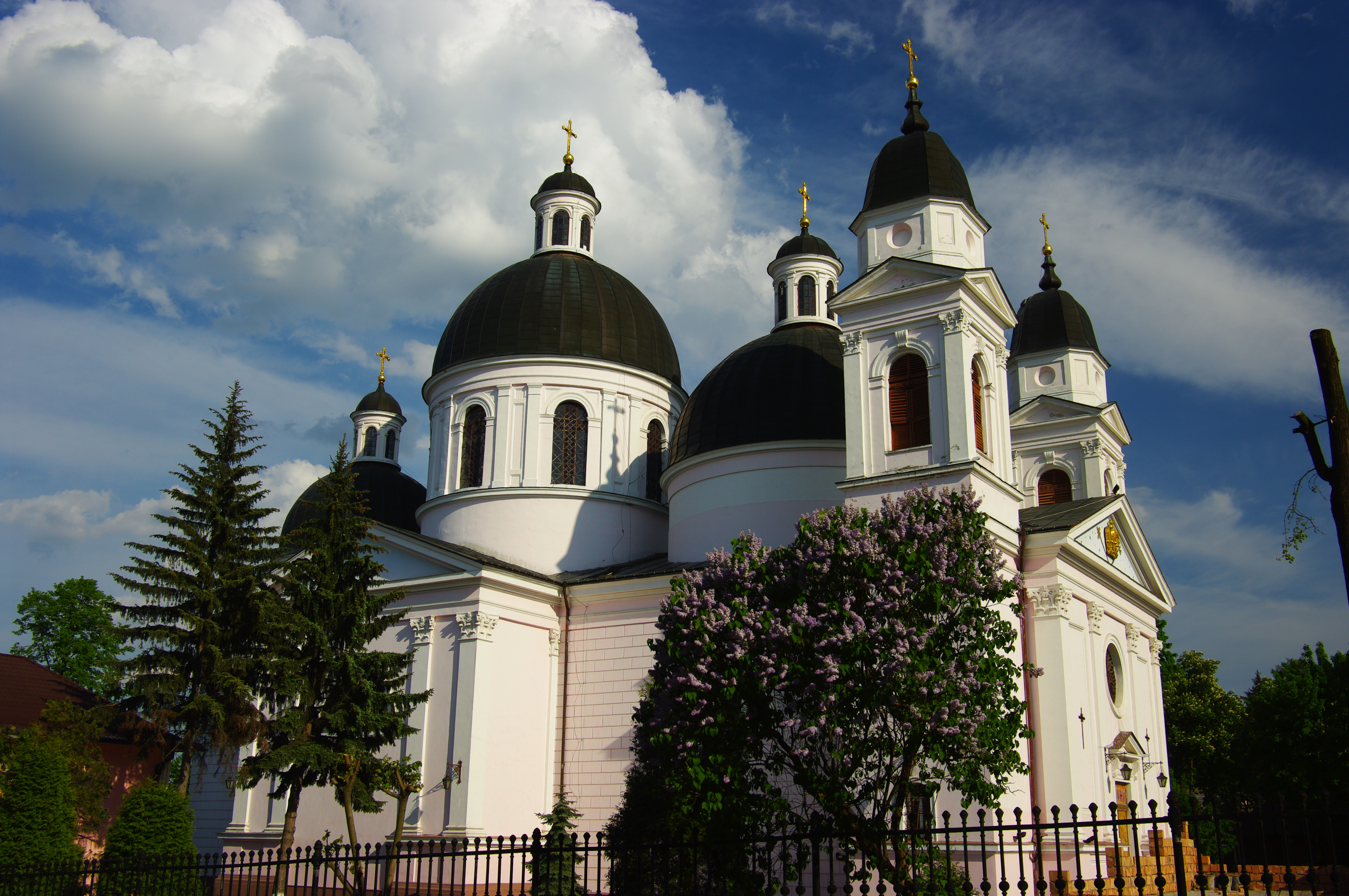
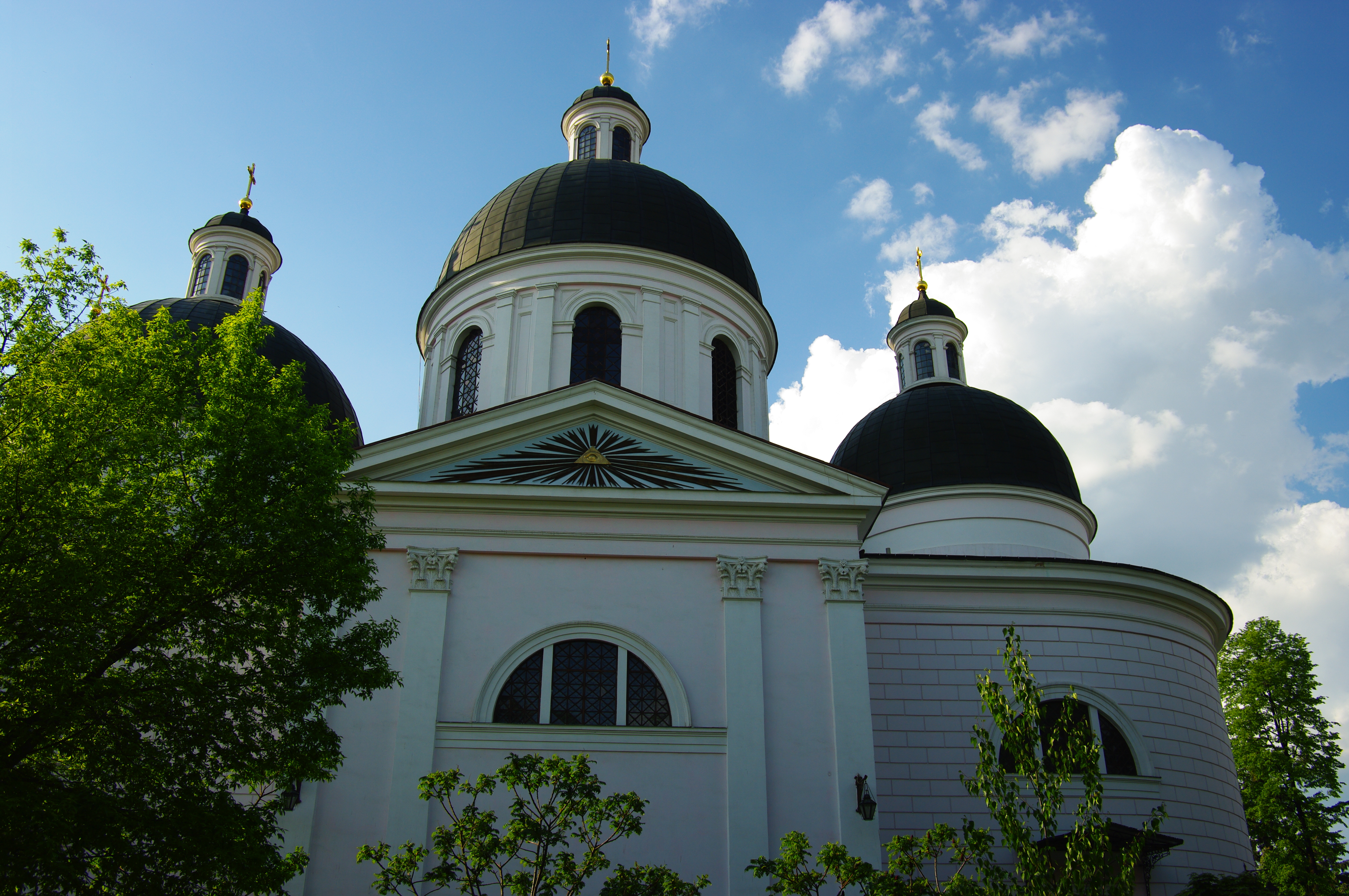
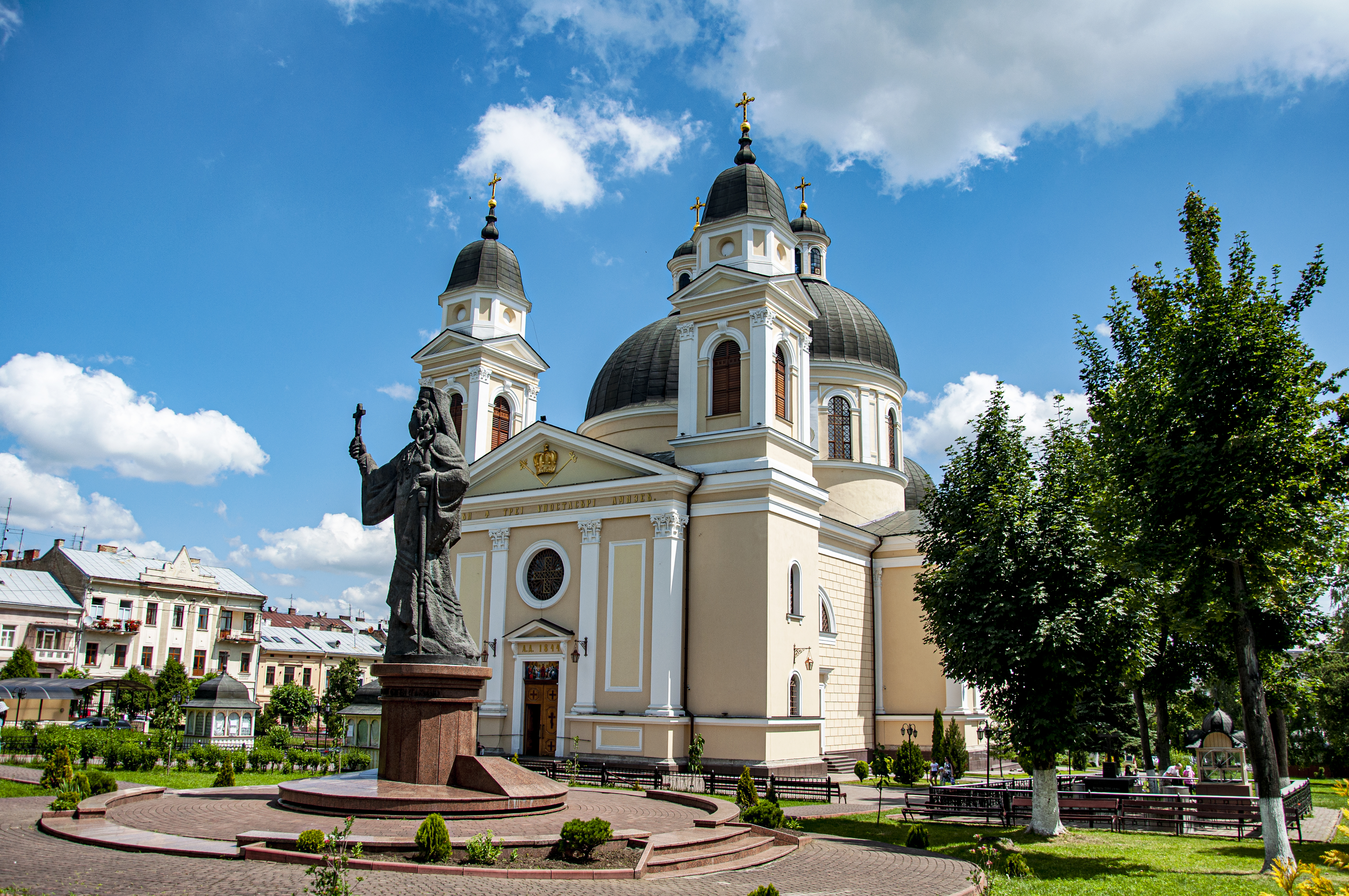
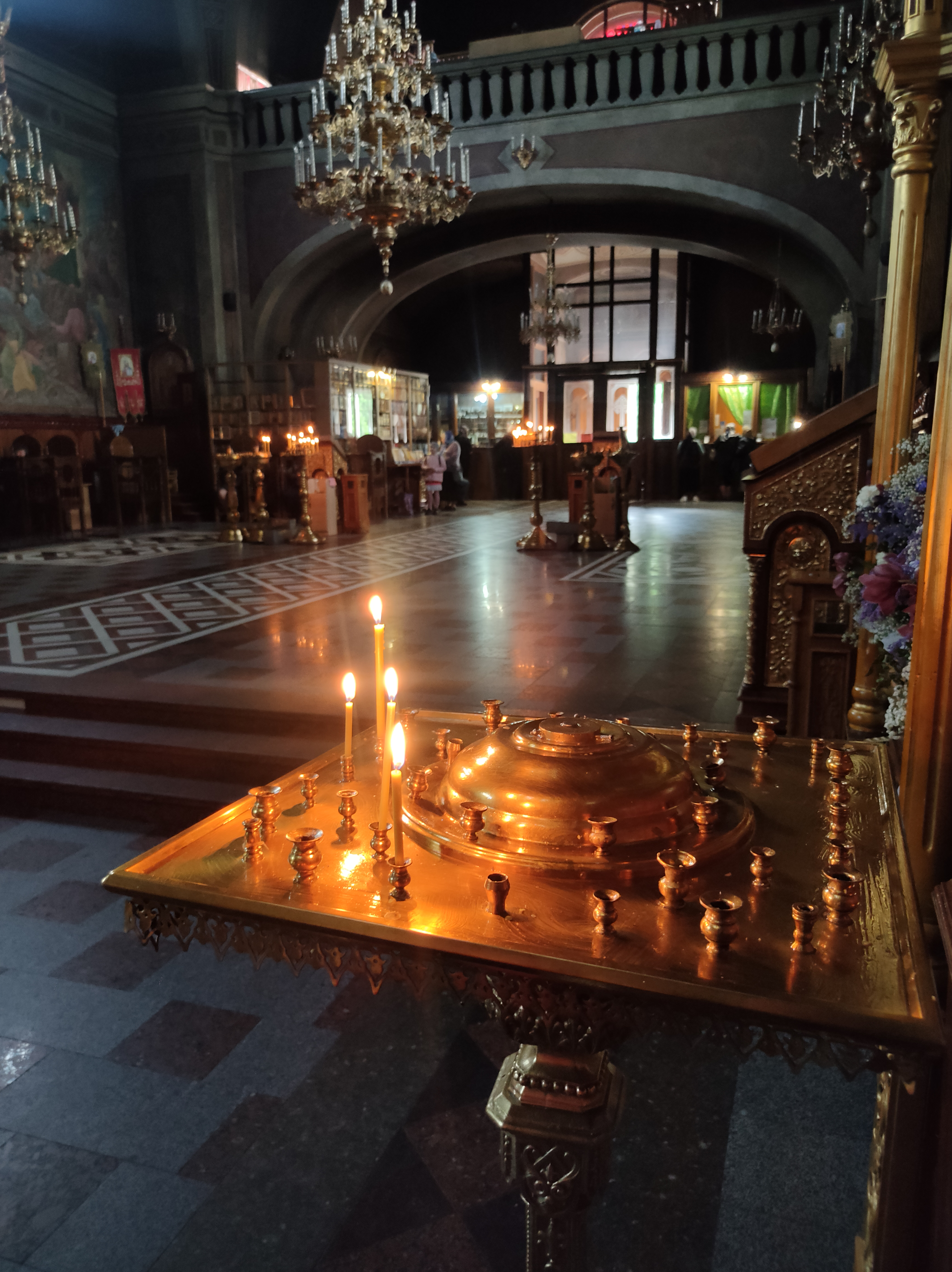
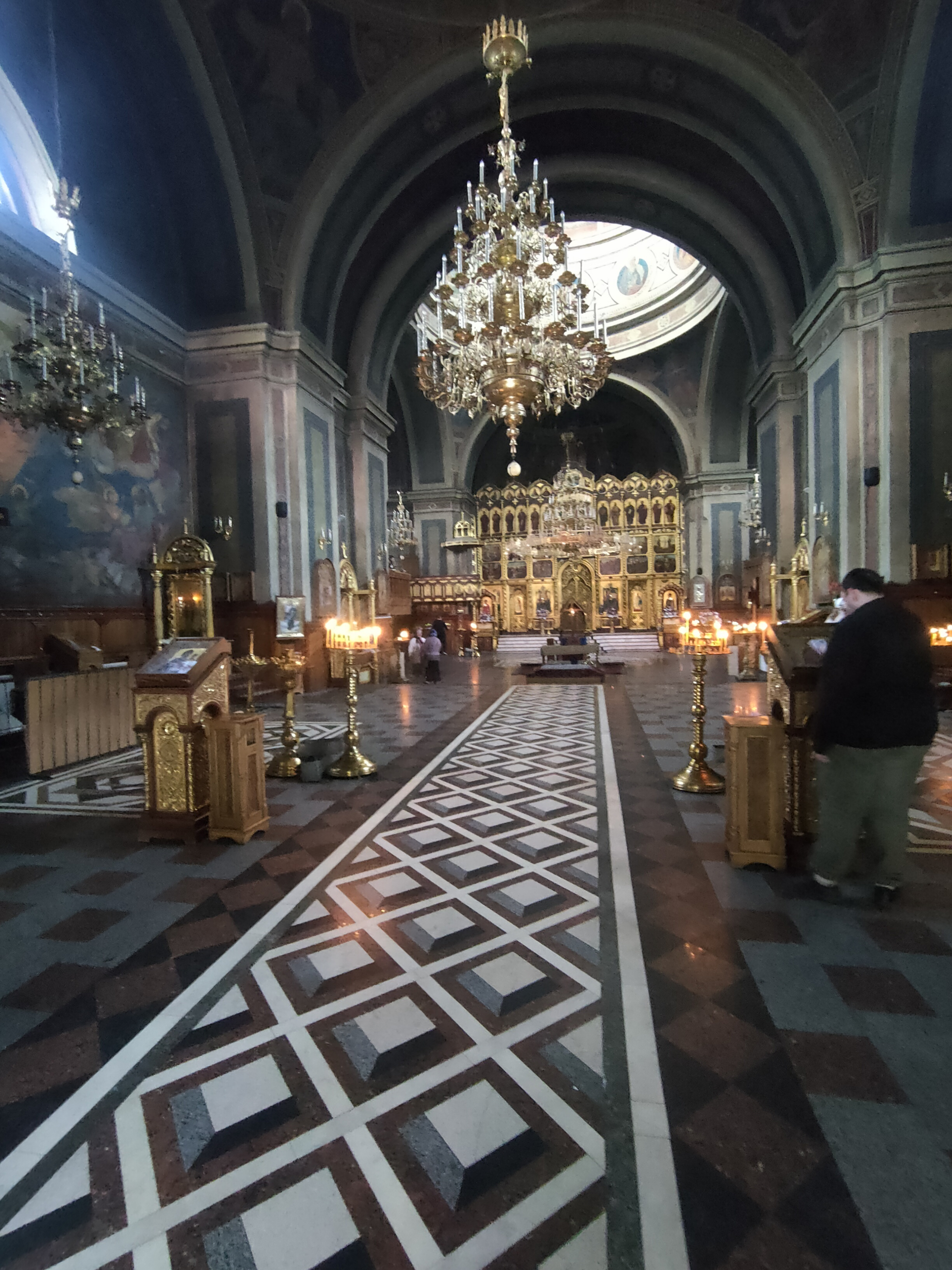
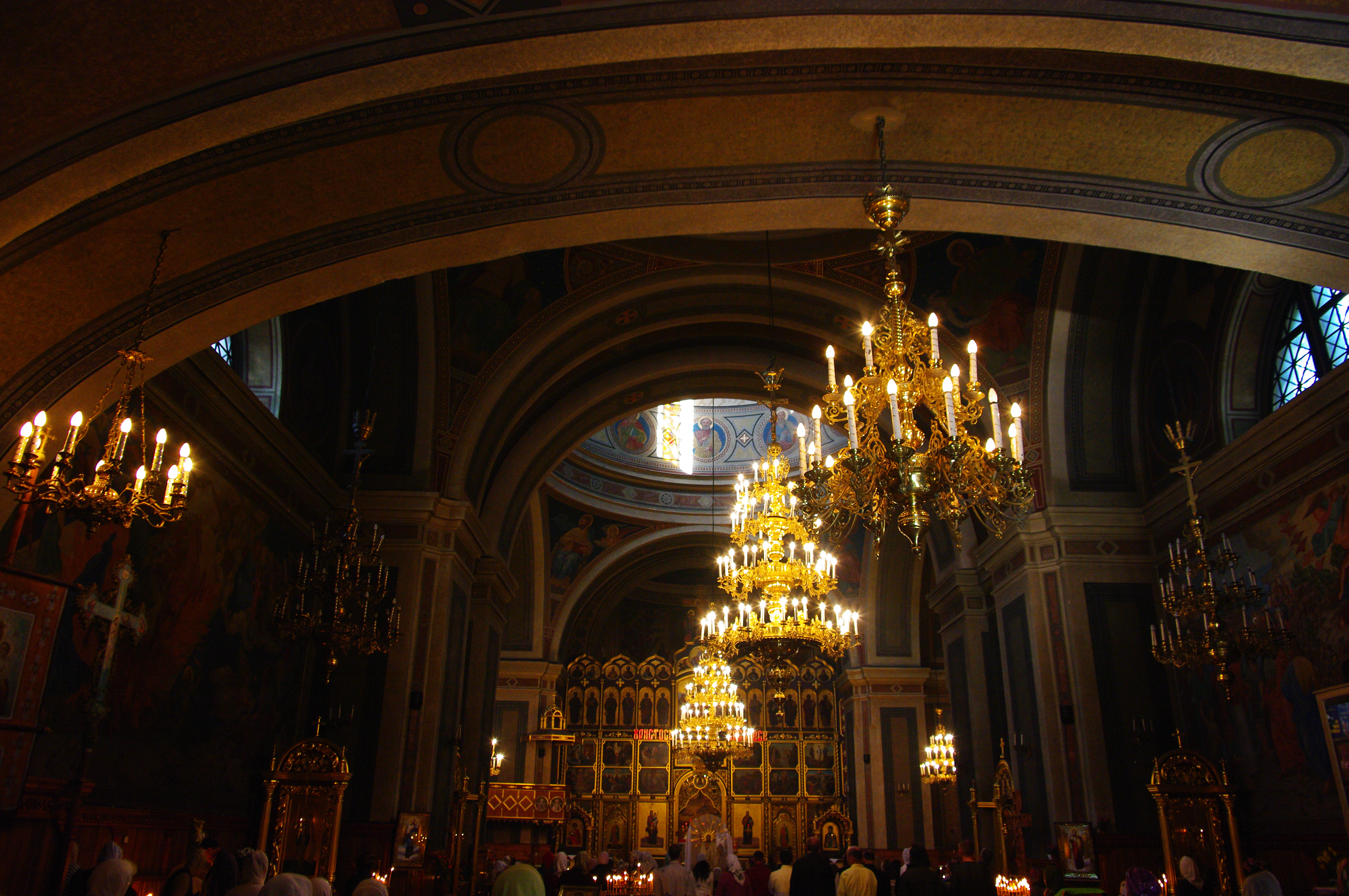
Preoți cernăuțeni dăruindu-i o icoană cu Eugenie Hacman Mitropolitului Epifanie Dumenko al Kievului și întregii Ucraine (dreapta). În stânga icoanei este vizibilă o pictură cu Catedrala Pogorârea Sfântului Duh din Cernăuți.